# Lekkoatletyka na Letnich Igrzyskach Olimpijskich Młodzieży 2010 – bieg na 100 metrów przez płotki dziewcząt
Bieg na 100 m przez płotki dziewcząt na Letnich Igrzyskach Olimpijskich Młodzieży 2010 został rozegrany 17 (eliminacje) i 21 sierpnia (finały A, B i C).

## Terminarz
| Data        | Godzina |            |
| ----------- | ------- | ---------- |
| 17 sierpnia | 10.10   | Eliminacje |
| 21 sierpnia | 09:34   | Finał      |

## Rezultaty
| WR – rekord świata \| CR – rekord mistrzostw \| NR – rekord kraju \| AR – rekord kontynentu                    |
| SB – najlepszy wynik w sezonie \| WL – najlepszy tegoroczny wynik na listach światowych \| PB – rekord życiowy |

### Kwalifikacje
Do zawodów przystąpiło 18 zawodniczek z 18 krajów. Do finału A awansowało 8 zawodniczek reszta wystąpiła odpowiednio w finale B i C.
| Poz. | Zawodniczka           | Reprezentacja     | Rezultat | Uwagi |
| ---- | --------------------- | ----------------- | -------- | ----- |
| 1    | Jekaterina Bleskina   | Rosja             | 13.32    | QA    |
| 2    | Megan Simmonds        | Jamajka           | 13.64    | QA PB |
| 3    | Michelle Jenneke      | Australia         | 13.65    | QA PB |
| 4    | Zheng Yarong          | Chiny             | 13.76    | QA    |
| 5    | Noemi Zbären          | Szwajcaria        | 13.78    | QA    |
| 6    | Trinity Wilson        | Stany Zjednoczone | 13.88    | QA    |
| 7    | Franziska Hofmann     | Niemcy            | 13.97    | QA    |
| 8    | Jana Sotakova         | Czechy            | 13.98    | QA    |
| 9    | Sade-Mariah Greenidge | Barbados          | 14.02    | QB PB |
| 10   | Kayla Gilbert         | Południowa Afryka | 14.19    | QB    |
| 11   | Nat Isaac             | Portoryko         | 14.25    | QB    |
| 12   | Tamara de Sousa       | Brazylia          | 14.29    | QB PB |
| 13   | Motoko Nakahara       | Japonia           | 14.32    | QB    |
| 14   | Salma Abdelhamid      | Tunezja           | 14.61    | QC    |
| 15   | Marija Sciberras      | Malta             | 14.82    | QC SB |
| 16   | Wei Ning Goh          | Singapur          | 15.01    | QC    |
| 17   | Silvia Panguana       | Mozambik          | 15.09    | QC    |
|      | Karolina Kołeczek     | Polska            | DNF      | QC    |

### Finały
Finał C
| Poz. | Zawodniczka       | Reprezentacja | Rezultat | Uwagi |
| ---- | ----------------- | ------------- | -------- | ----- |
| 1    | Marija Sciberras  | Malta         | 14.69    | SB    |
| 2    | Silvia Panguana   | Mozambik      | 14.77    | PB    |
| 3    | Salma Abdelhamid  | Tunezja       | 14.88    |       |
| 4    | Wei Ning Goh      | Singapur      | 14.92    |       |
|      | Karolina Kołeczek | Polska        | DNS      |       |

Finał B
| Poz. | Zawodniczka           | Reprezentacja     | Rezultat | Uwagi |
| ---- | --------------------- | ----------------- | -------- | ----- |
| 1    | Sade-Mariah Greenidge | Barbados          | 13.83    | PB    |
| 2    | Kayla Gilbert         | Południowa Afryka | 14.03    |       |
| 3    | Nat Isaac             | Portoryko         | 14.08    |       |
| 4    | Tamara de Sousa       | Brazylia          | 14.12    | PB    |
| 5    | Motoko Nakahara       | Japonia           | 14.29    |       |

Finał A
| Poz. | Zawodniczka         | Reprezentacja     | Rezultat | Uwagi |
| ---- | ------------------- | ----------------- | -------- | ----- |
|      | Jekaterina Bleskina | Rosja             | 13.34    |       |
|      | Michelle Jenneke    | Australia         | 13.46    | PB    |
|      | Noemi Zbären        | Szwajcaria        | 13.50    |       |
| 4    | Megan Simmonds      | Jamajka           | 13.62    | PB    |
| 5    | Zheng Yarong        | Chiny             | 13.71    | =SB   |
| 6    | Trinity Wilson      | Stany Zjednoczone | 13.71    | PB    |
| 7    | Franziska Hofmann   | Niemcy            | 13.77    |       |
| 8    | Jana Sotakova       | Czechy            | 13.99    |       |